# Gaetano Moscuzza
Gaetano Moscuzza (Siracusa, 1º agosto 1820 – Siracusa, 16 aprile 1909) è stato un politico italiano.

## Biografia
È stato sindaco di Siracusa tra il 1866 ed il 1867. Fu nominato Senatore del Regno d'Italia dal Re Vittorio Emanuele II di Savoia nella VIII Legislatura con decreto emanato il 24 maggio 1863 al n° 340 della serie cronologica ufficiale.